# 讓愛飛揚
《讓愛飛揚》，官方英文名Let It Fly，是2016年臺灣連續劇。由王家梁、楊晴、寇家瑞、郭彥甫、楊鎮 (藝人)、王道、寇世勳、劉瑞琪、艾偉、沈孟生領銜主演。2016年6月27日開鏡，10月27日全劇殺青。12月28日在中視主頻以及中天綜合台上檔播出。本劇講述飛行學校以及飛行員的故事。

## 播出時間

### 首播
| 頻道       | 所在地 | 播映日期                     | 播出時間                 |
| ---------- | ------ | ---------------------------- | ------------------------ |
| 中視主頻   | 臺灣   | 2016年12月28日-2017年2月22日 | 每週一至週五 20:00-21:00 |
| 中天綜合台 | 臺灣   | 2016年12月28日-2017年2月22日 | 每週一至週五 21:00-22:00 |

### 重播
| 頻道       | 所在地 | 播映日期                     | 播出時間                                   |
| ---------- | ------ | ---------------------------- | ------------------------------------------ |
| 中視主頻   | 臺灣   | 2016年12月28日               | 每週一至週四 23:00-00:00                   |
| 中視主頻   | 臺灣   | 2016年12月29日               | 每週一至週五 04:00-05:00                   |
| 中視主頻   | 臺灣   | 2016年12月29日               | 每週一至週五 13:00-14:00                   |
| 中視主頻   | 臺灣   | 2016年12月31日-2017年2月25日 | 每週六 00:00-01:00                         |
| 中天綜合台 | 臺灣   | 2016年12月29日               | 每週二至週六 01:00-02:00                   |
| 中天綜合台 | 臺灣   | 2016年12月29日               | 每週一至週五 07:00-08:00                   |
| 中天綜合台 | 臺灣   | 2016年12月29日               | 每週一至週五 12:00-13:00                   |
| 中天綜合台 | 臺灣   | 2016年12月29日               | 每週一至週五 17:00-18:00 (至2017年1月10日) |

### LINE TV 網路獨家播出
- 每週一至週五 12:00更新前一日首播，2016年12月29日-2017年2月23日

## 演員列表

### 主要演員
| 演員   | 角色   | 介紹 | 登場集數          |
| 寇世勳 | 戎翼   | 戎皓芸、戎皓揚之父，岳峰、敖翔、沈力行在美國的飛行學校教官。先擔任台東飛行學校校長。內斂穩重。深情執著、不善表達，只會將情意藏於心底。目前辭職航空學校校長，正籌備熱氣球航空學校。岳峰和皓芸在交往。                              | 全劇              |
| 劉瑞琪 | 熊惠姍 | 史前博物館館長。與戎翼互有好感。 | 全劇              |
| 艾偉   | 敖偉明 | 敖翔的父親。希望敖翔能回去接手他的事業。 | 15,19,25,31,40    |
| 王家梁 | 岳峰   | 台東飛行學校教官、戎翼的學生 與敖翔、沈力行共組三劍客。獅子座，愛好自由、直來直往，意志堅強、樂觀積極。瀟灑大方，看似喜歡拈花惹草，骨子裡卻是專一。                                                                               | 全劇              |
| 楊晴   | 戎皓芸 | 戎翼的女兒、戎皓揚的姊姊、岳峰的女朋友。射手座，自信而獨立，灑脫、心胸開闊，但也有頑固傲慢的一面，同情弱小，行動派。不隱藏情感，勇於表達，善妒而無法原諒背叛。                                                                    | 全劇              |
| 寇家瑞 | 敖翔   | 三劍客之一，衝浪店老闆，富二代。天生的安靜穩重，有耐心、韌性與毅力，好惡分明，表面淡然是因為富有的背景—錢可以解決的都不是問題。對於愛情相信第一眼的感覺，含蓄慢條斯理，愛在心裡口難開，以行動表示，情感強烈，勇於奉獻，忠於愛情。 | 全劇              |
| 郭彥甫 | 沈力行 | 三劍客之一，酒吧老闆。能言善道、交際手腕一流，頭腦靈活，凡事不較真，看起來得過且過，其實對事有自己獨到的見解。 | 全劇              |
| 楊鎮   | 戎皓揚 | 戎翼的兒子、戎皓芸的弟弟、熱愛音樂。善解人意、纖細而感情豐富，敏感矛盾，情緒起伏大，有同情心，愛作夢。 | 全劇              |
| 陳敬宣 | 姚艾艾 | 熱愛生命、樂於助人，好奇，喜歡冒險，討厭爭執，友善好相處。 | 2-31              |
| 劉倩妏 | 馬羽晴 | 戎皓芸好友、皓揚的女朋友。溫和體貼、富有同情心，感情豐富，對事力求公正與公平。 | 1-30              |
| 陸明君 | 劉敬娟 | 飛行學校創辦者之女。在優渥和受疼愛的環境下成長，個性活潑 開朗、樂觀、有衝勁。 | 1-6,8-12,26,30    |
| 賴琳恩 | 杜絲雯 | 杜雷功的女兒，曾經跟戎皓芸是好姐妹，岳峰前女友。 | 26-32,35,36,39,40 |

### 其他演員
| 演員   | 角色       | 介紹                                                           | 登場集數 |
| 王道   | 劉建國     | 劉敬娟的父親,、戎翼的大學長，飛行學校創辦人。                  | 1,13,19  |
| 張克帆 | 張克帆     |                                                                | 2        |
| 錢俞安 | 雜誌社主編 | 馬羽晴任職的雜誌社主編。                                       | 3,5      |
| 沈孟生 | 杜雷功     | 杜絲雯的父親                                                   | 29-31    |
| 張瓊姿 | 敖母       | 敖翔過世的母親                                                 | 15       |
| 葛蕾   | 文鳳       | 戎翼死去的妻子                                                 | 7,14     |
| 蔡剛果 | 剛果       | 樂團成員，鼓手                                                 |          |
| 陳筠婷 | 海倫       | 樂團成員，貝斯手                                               |          |
| 鄭有為 | 有為       | 樂團成員，鍵盤(鋼琴)手                                         |          |
| 高以馨 | 小玫       | 原樂團成員，吉他手兼女主唱，後來跟唱片公司簽約而離開樂團       |          |
| 彭毓   | 曼屏       | 岳峰指導過的一個女飛行員                                       | 3        |
|        | 阿青       | 戎皓揚的大學同學，從事洋酒買賣，但賣假酒給力行，害力行損失40萬 | 10~11    |

## 電視劇歌曲
| 曲別   | 歌名           | 演唱者         | 作詞       | 作曲       |
| 片頭曲 | 自備太陽       | 邰正宵         | 姚若龍     | 陳小霞     |
| 片尾曲 | 真的好愛你     | 邰正宵         | 邰正宵     | 邰正宵     |
| 插曲   | 飛             | 謝嘉全         | 姚若龍     | 曹俊鴻     |
| 插曲   | 小星星         | 陳筠婷         | 陳筠婷     | 陳筠婷     |
| 插曲   | 飛行中隊       | 樂團           | 剛果、海倫 | 剛果、海倫 |
| 插曲   | 眼淚不過十二點 | 謝嘉全、何芸娜 | 十方       | 曹俊鴻     |

## 收視率

### 中視首播
| 週數 | 播映日期                      | 集數  | 平均收視率 | 收視排名                                                                                                 | 備註                                                                  |
| ---- | ----------------------------- | ----- | ---------- | --- | --------------------------------------------------------------------- |
| 1    | 2016年12月28日-2016年12月30日 | 1-3   | 0.69       | 5 春花望露：4.21 甘味人生：3.81 獨家保鑣：1.30 700歲旅程 1.05 W－兩個世界：                              |                                                                       |
| 2    | 2017年1月2日-2017年1月6日     | 4-8   |            | 春花望露：4.52 甘味人生：3.57 獨家保鑣：1.33 700歲旅程：1.01 W－兩個世界：                               |                                                                       |
| 3    | 2017年1月9日-2017年1月13日    | 9-13  |            | 春花望露：4.60 甘味人生：3.51 獨家保鑣：1.33 700歲旅程：1.08、0.89 W－兩個世界：                         |                                                                       |
| 4    | 2017年1月16日-2017年1月20日   | 14-18 |            | 春花望露：4.75 甘味人生：3.58 獨家保鑣：1.31 700歲旅程：0.94 W－兩個世界： 瑯琊榜(重播)：                |                                                                       |
| 5    | 2017年1月23日-2017年1月26日   | 19-22 | 0.52       | 6 春花望露：4.88 甘味人生：3.38 獨家保鑣：1.50 700歲旅程：0.87 真愛黑白配(重播)：0.62 瑯琊榜(重播)：     | 1月27日因中視播出除夕特別節目「吉利咕嚕喜年來」，故本劇暫停播出一次。 |
| 6    | 2017年1月30日-2017年2月3日    | 23-27 |            | 春花望露：5.24 甘味人生：3.46 真愛黑白配(重播)： 700歲旅程：0.81 瑯琊榜(重播)：                          |                                                                       |
| 7    | 2017年2月6日-2017年2月10日    | 28-32 |            | 春花望露：5.33 甘味人生：3.90 真愛黑白配(重播)： 700歲旅程：0.97 瑯琊榜(重播)：                          |                                                                       |
| 8    | 2017年2月13日-2017年2月17日   | 33-37 | 0.64       | 5 春花望露：4.95 甘味人生：3.71 真愛黑白配(重播)： 700歲旅程：0.96 艋舺的女人(重播)： 瑯琊榜(重播)：0.74 |                                                                       |
| 9    | 2017年2月20日-2017年2月22日   | 38-40 | 0.71       | 春花望露：5.00 甘味人生：3.60 真愛黑白配(重播)： 艋舺的女人(重播)： 瑯琊榜(重播)：                       |                                                                       |

- 同時段節目：
  - 三立：
    - 三立台灣台：《甘味人生》
    - 三立都會台：《獨家保鑣／真愛黑白配》

  - 台視：《700歲旅程》《艋舺的女人》
  - 民視：《春花望露》
  - 華視：《W－兩個世界／瑯琊榜》
  - 大愛：《純美時光／稻香家味／幸福之約》
- 由AC尼爾森調查，調查範圍是四歲以上收看電視之觀眾。
- 資料來源：台灣-偶像劇場（页面存档备份，存于）、凱絡媒體週報（页面存档备份，存于）

## 製作團隊
- 戲劇總監：張臻䔶
- 監製：梁芳瑜、胡芝綺
- 製作人：王重正、陳孟吟
- 導演：王重正
- 編劇統籌：
  - 葉敏風（第1-25集）（第26集至40）
- 編劇：
  - 熊睦群、黃巧倩、藍今翎、杜志傑（第1-6集）
  - 葉敏風、陳佩華、黃巧倩（第7-25集）
  - 葉敏風（第26集至40）
- 製作公司：王宏電影有限公司
- 錄音室：杰瑞音樂
- 片頭尾設計／調光：台北影業
- 美術指導：李玫慧
- 副導演：陳玉玲
- 場記：何宛貞、周文陽
- 攝影師：楊翔宇、李岳霖、羅一景、張宜敏
- 燈光師：陶龍海
- 錄音師：張世強
- 化妝師：陳琬婷、張智玲
- 髮型師：呂睿琦
- 造型師：黃嬿蒓
- 剪接師：黃意純、王重正
- 攝影器材：台灣雲媒體有限公司
- 場務器材：永焺器材公司
- 贊助單位：
  - 中視：劍湖山世界VR大白鯊（第18集至第27集[4]）
  - 白花油甦醒凝露（第28集至第40集）
- 中天：大成鋼集團百麗樂百麗窗

- 調光/特效
  - 台北影業

## 幕後工作人員
- 行銷公關：陳美華、黃曼昕、陳盈螢、廖淑華、蘇心怡、施康晨、陳凡禾、朱偉文、黃宣嘒、吳政彥、陳榮偉、陳虹曲、王韻婷、李凱瑄、濱島愛華
- 新媒體宣傳：朱緻恩、潘婉琳、蘇振邦、黃麒文、曲禾薇、李宜馨、羅敏純
- 戲劇包裝：劉伯辰、管楷森、李旭昇、孫智雄、簡妙琪、陳家玟
- 製片組：耿瑞甫、葉鑫維、郭侶威、陳郁雯、王永潔、蔡宛霖
- 攝影助理：顏旭璋、盧信宗、李宗霖
- 燈光助理：周家平、陳志承、陳泰宇
- 道具組：李天靈、陳庭晨、徐子軒、王天顏、田興華、曾士瀧
- 場務組：林韋成、高福順、高得榮
- 錄音助理：穆家毅、許乃予
- 梳化助理：邱凡琦、趙宥寧、蔡心潔
- 服裝助理：張瑋哲、陳可芸、朱晨
- 剪接助理：郭韋妏
- 實習助理：朱沛貽、施依柔、俞涵

## 拍攝場景
- 台東 天際航空公司
- 台東 馬偕紀念醫院台東分院
- 台東 安捷飛航訓練中心台東基地
- 台東 史前文化博物館與前面的噴水池
- 台東鹿野高臺
- 台東《臺東市卑南鄉候鳥飛行民宿》
- 台東《台灣水鹿餐廳》
- 台東《家樂福》台東店
- 台東正氣路《台東觀光夜市ㄒ
- 台東鐵花村 | 音樂聚落 ‧ 慢市集 |
- 都蘭海角咖啡
- 台東卑南史前文化公園
- 台東 初鹿山莊
- 台東 加路蘭公園
- 台東文旅-史前文化博物館園區 <旅館>
- 台東來看大海海景名宿（大海文旅）
- 淡水海關碼頭（最後一集）
- 淡水中山北路一段（最後一集）
- 淡水中山北路一段（最後一集）
- 淡水中山北路一段（最後一集）
- 淡水中山北路一段（最後一集）
- 優偉思策略開展股份有限公司新食憩食堂

## 外部連結
- 官方网站－中視
- 讓愛飛揚的Facebook專頁

| 臺灣 中視主頻 每週一至週五 20:00 - 21:00          | 臺灣 中視主頻 每週一至週五 20:00 - 21:00          | 臺灣 中視主頻 每週一至週五 20:00 - 21:00 |
| ------------------------------------------------- | ------------------------------------------------- | ---------------------------------------- |
|                                                   | 讓愛飛揚 （2016年12月28日－2017年2月22日）        |                                          |
| 多桑の純萃年代 （2016年10月12日－2016年12月27日） | 必娶女人（重播） （2017年2月23日－2017年3月27日） |                                          |

| 臺灣 中天綜合台 每週一至週五 21:00 - 22:00  | 臺灣 中天綜合台 每週一至週五 21:00 - 22:00          | 臺灣 中天綜合台 每週一至週五 21:00 - 22:00 |
| ------------------------------------------- | --------------------------------------------------- | ------------------------------------------ |
|                                             | 讓愛飛揚 （2016年12月28日－2017年2月22日）          |                                            |
| SS小燕之夜 （2010年8月2日－2016年12月27日） | 美好年代（經典版） （2017年2月23日－2017年3月27日） |                                            |